# Syndicat des vignerons d'East Bay

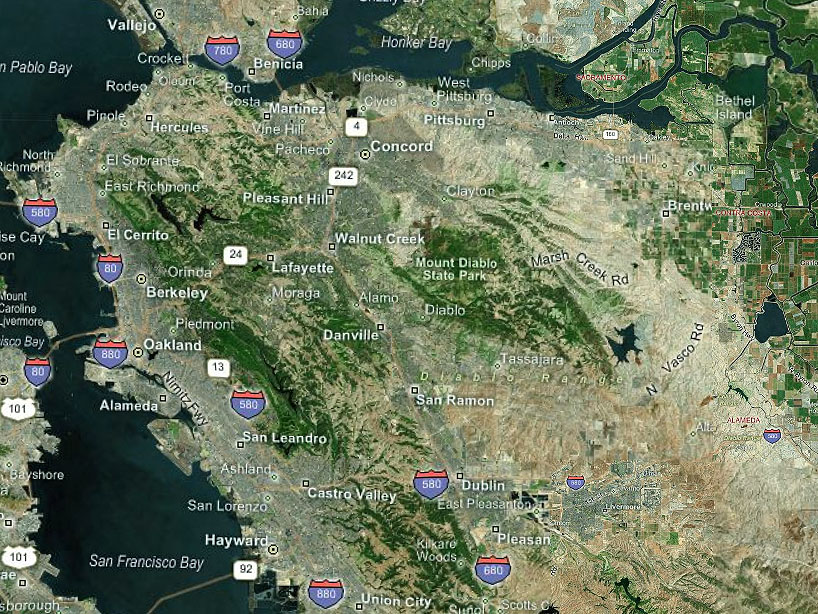
East Bay de San-Francisco

Le syndicat des vignerons d'East Bay (East Bay Vintners Alliance, en anglais), est une association de vinificateurs de Californie ne possédant pas de vignoble, qui achète des raisins pour les vinifier en ville. Ils font partie du mouvement Urban winery qu'ils ont initié à la fin des années 1970 et qui couvre actuellement la côte Est et Ouest des États-Unis. Leur objectif est de prendre des parts de marché sur les producteurs de la Napa Valley Vintners Association, leur concurrent de North Bay. 

## Opposition entre East Bay et North Bay
On appelle East Bay, la partie orientale de la baie de San Francisco. Cette région est constituée essentiellement des comtés d'Alameda et de Contra Costa. Sur le littoral, elle inclut les villes d'Oakland, qui accueille le port maritime le plus important de la région, et Berkeley, ainsi que de nombreuses villes banlieusardes. Les premières vinifications dans East bay ont commencé au cours de la ruée vers l'or au XIXe siècle. Cette zone est affectée par un taux de criminalité important et de nombreux problèmes socio-économiques. D'après les statistiques du FBI, plus de 50 % des meurtres commis dans l'agglomération en 2002 ont eu lieu au sein des villes d'Oakland et Richmond.

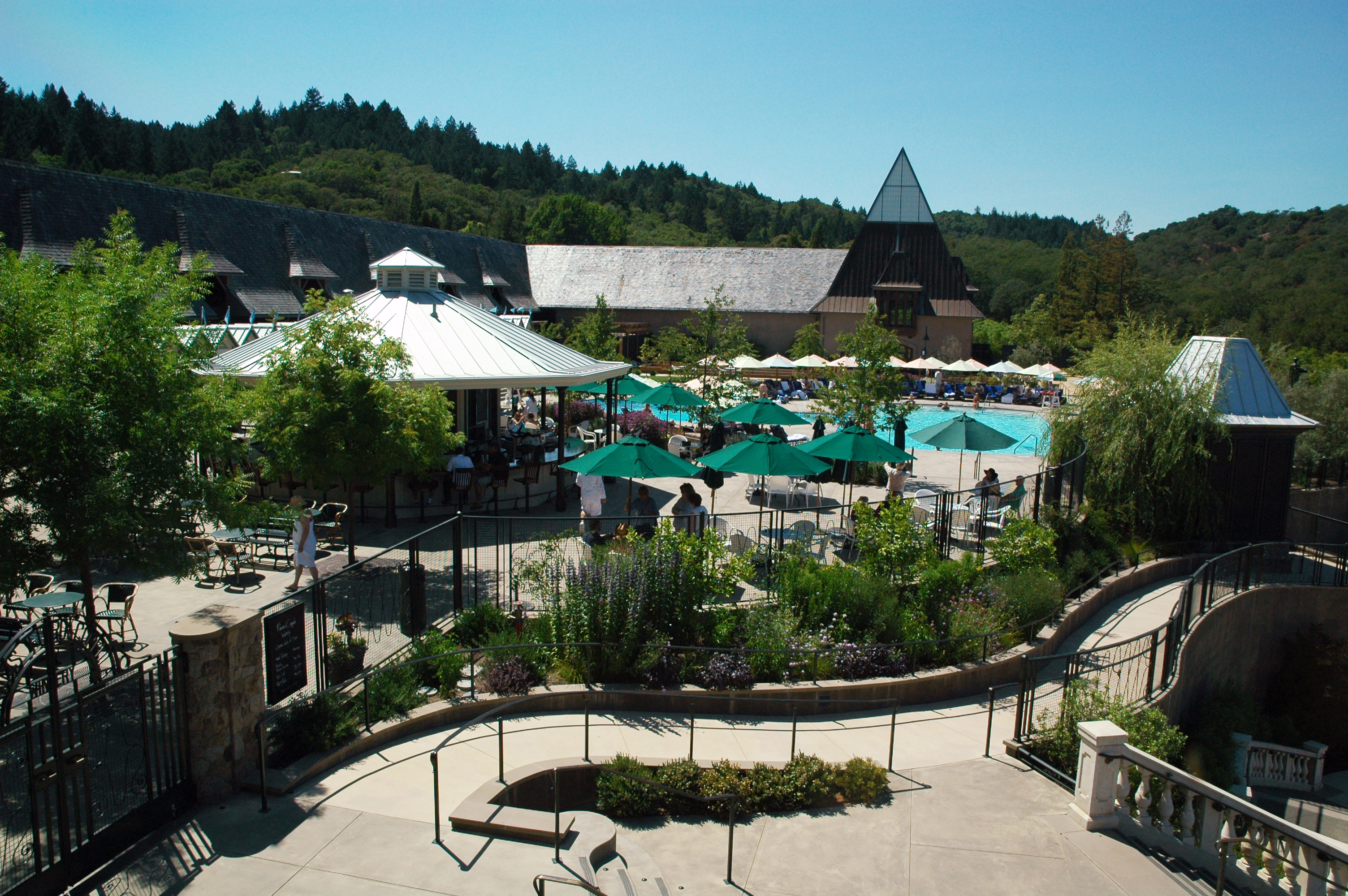
La winery de Francis Ford Coppola

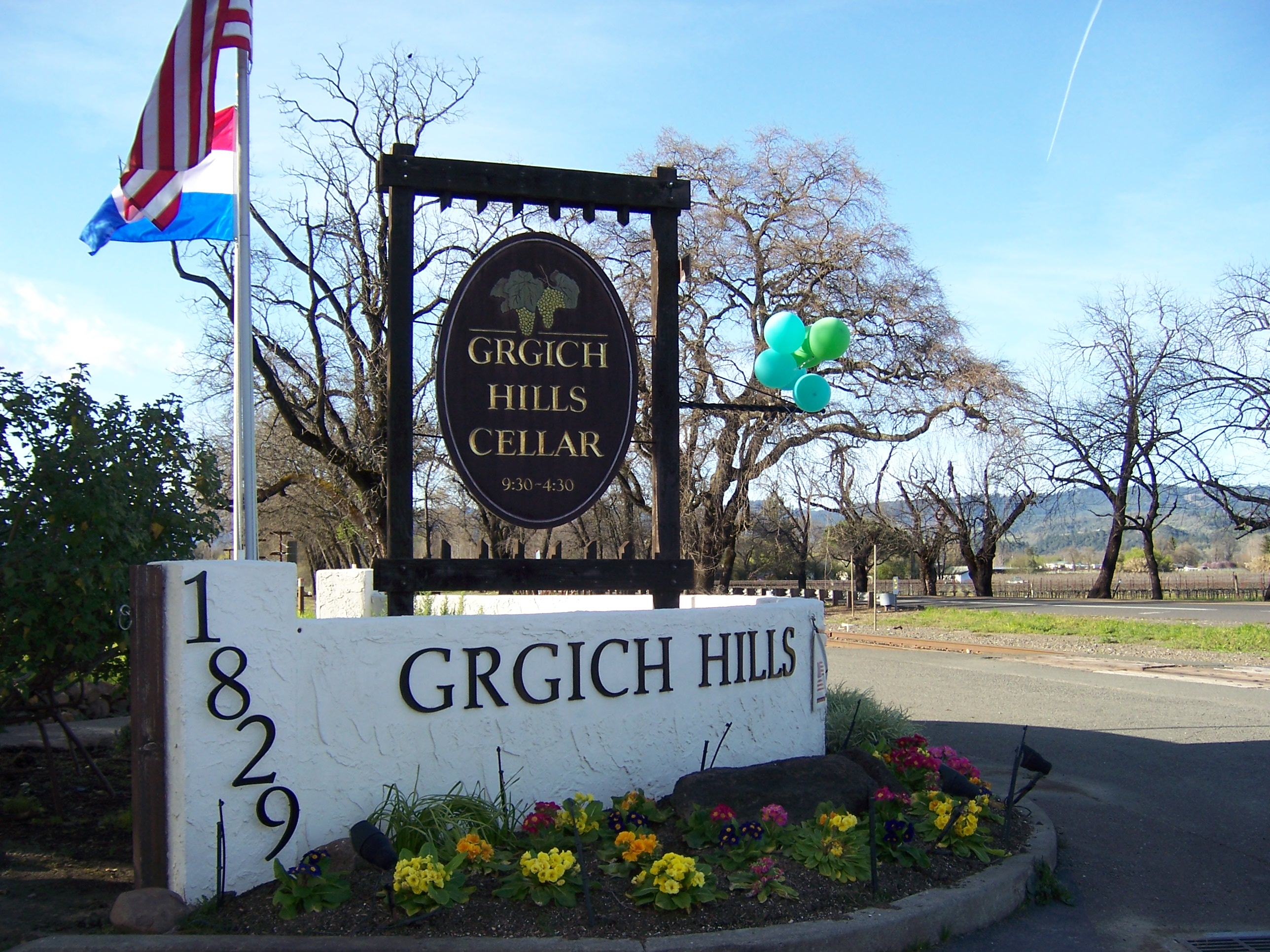
Entrée du vignoble des Grgich Hills dans la vallée de Napa

Elle s'oppose à la région au nord du Golden Gate Bridge, la North Bay qui comprend les comtés de Marin, de Sonoma et de Napa. Partie la moins urbanisée de l'agglomération, comprenant de nombreux parcs et zones agricoles, la North Bay est l'antithèse de East Bay, puisque le comté de Marin est le plus riche du pays en termes de revenu par habitant.

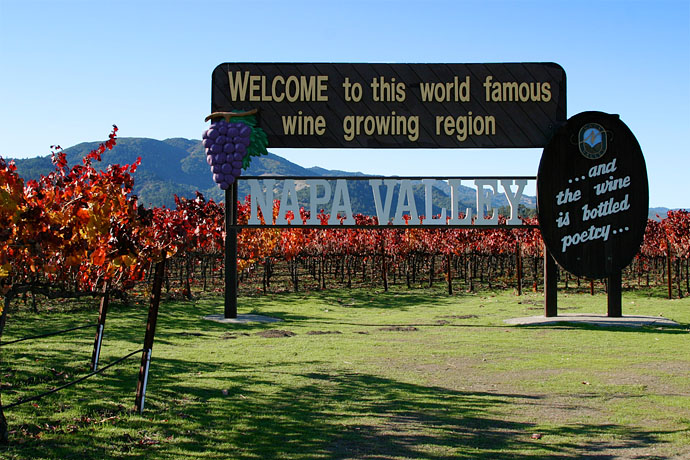
Napa Valley, troisième région touristique des États-Unis

Le comté de Napa est la troisième destination la plus visitée des États-Unis après le Grand Canyon et les parcs à thèmes Disney. On estime à plus de trois millions le nombre de touristes venant déguster les vins et profiter de l'art de vivre dans la région. Le style de vie développé par la région est clairement méditerranéen. La vallée est aussi connue pour la grande qualité de sa restauration qui a été plusieurs fois primée au Guide Michelin. 
Ayant massivement investi dans des moyens de productions modernes dès les années 1970, le comté de Napa ne produit aujourd'hui que 4 % du vin américain en volume mais 17 % en chiffre d'affaires. La première vigne à vocation commerciale est plantée en 1840 par George Yount (ce sont les missionnaires espagnols qui les premiers plantèrent des vignes en Californie, Napa fut la dernière région où ils établirent leurs activités viticoles), mais la région ne connaît un véritable succès international que depuis les années 1980, notamment grâce au marketing agressif effectué par Robert Mondavi et la Napa Valley Vintners Association qui regroupe la plupart des producteurs de la région. 

## Vinificateurs sans vigne

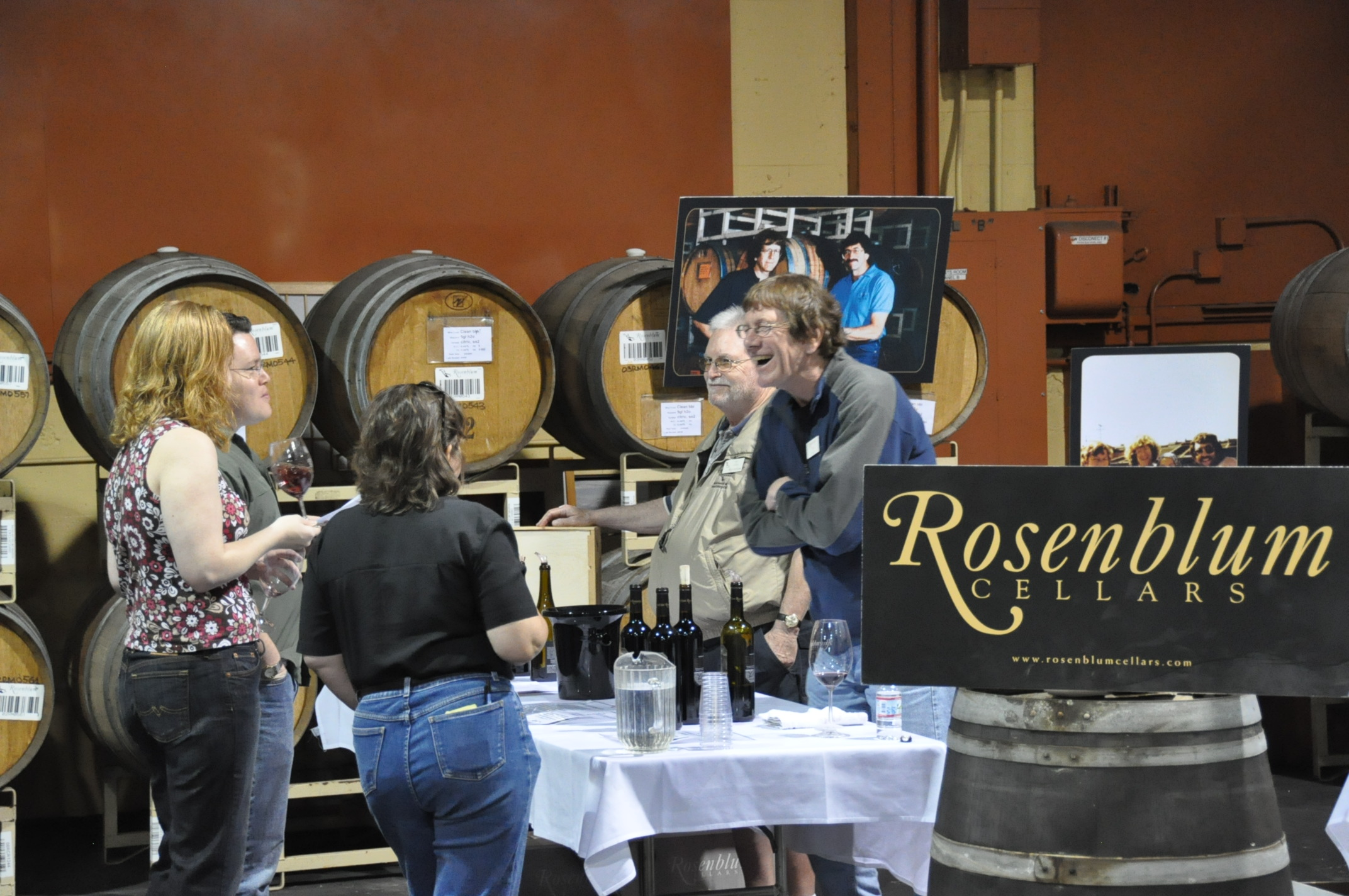
Dégustation aux Rosenblum Cellars

C'est en 1978 que Kent Rosenblum fonda son entreprise sur les quais de Alameda. Son zinfandel devient rapidement un vin reconnu nationalement. Ce succès incita maints viticulteurs à suivre son exemple et à se perfectionner à ses côtés. Ils ouvrirent leurs propres wineries, mais l'offre dépassa la demande locale. La tendance s'étant ensuite inversée, les vinificateurs de East Bay se regroupèrent en syndicat.
Unis vers un même but, ils organisèrent en ville des dégustations pour leur clientèle potentielle. Pour celle-ci, l'investissement était minime face au coût d'un voyage dans la Napa ou Sonoma. Amateurs de vin ou simplement curieux, tout un chacun put visiter la vingtaine d'urban wineries et à proximité les 50 établissements vinicoles du comté de Contra Costa et de la vallée de Livermore, où la production était en hausse.

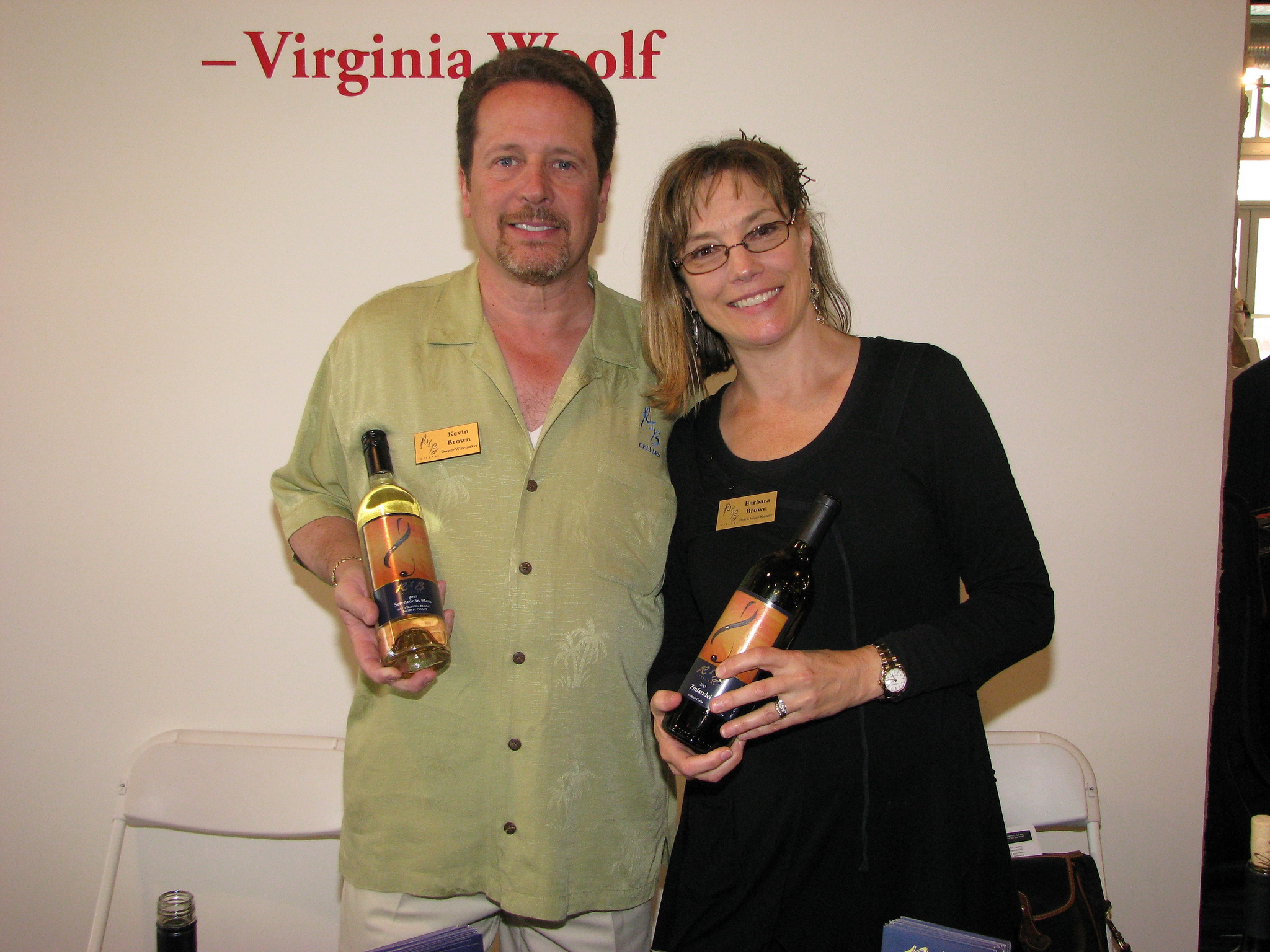
Kevin et Barbara Brown

Comme Kevin Brown, président de la East Bay Vintners Alliance, aime à le souligner, « les raisins ne se soucient pas où ils sont écrasés. Ils ne se soucient que d'où ils sont cultivés ». Il est avec son épouse, Barbara, propriétaire de R & B winery à Alameda. Les Brown admettent que leurs salles de dégustation lambrissées ne font pas dans le luxe, et qu'elles n'offrent pas à leurs clients une vue romantique sur les vignes environnantes. « Nous avons une vue sur un million de dollars », affirme Barbara Brown, en se référant à l'horizon de San Francisco.

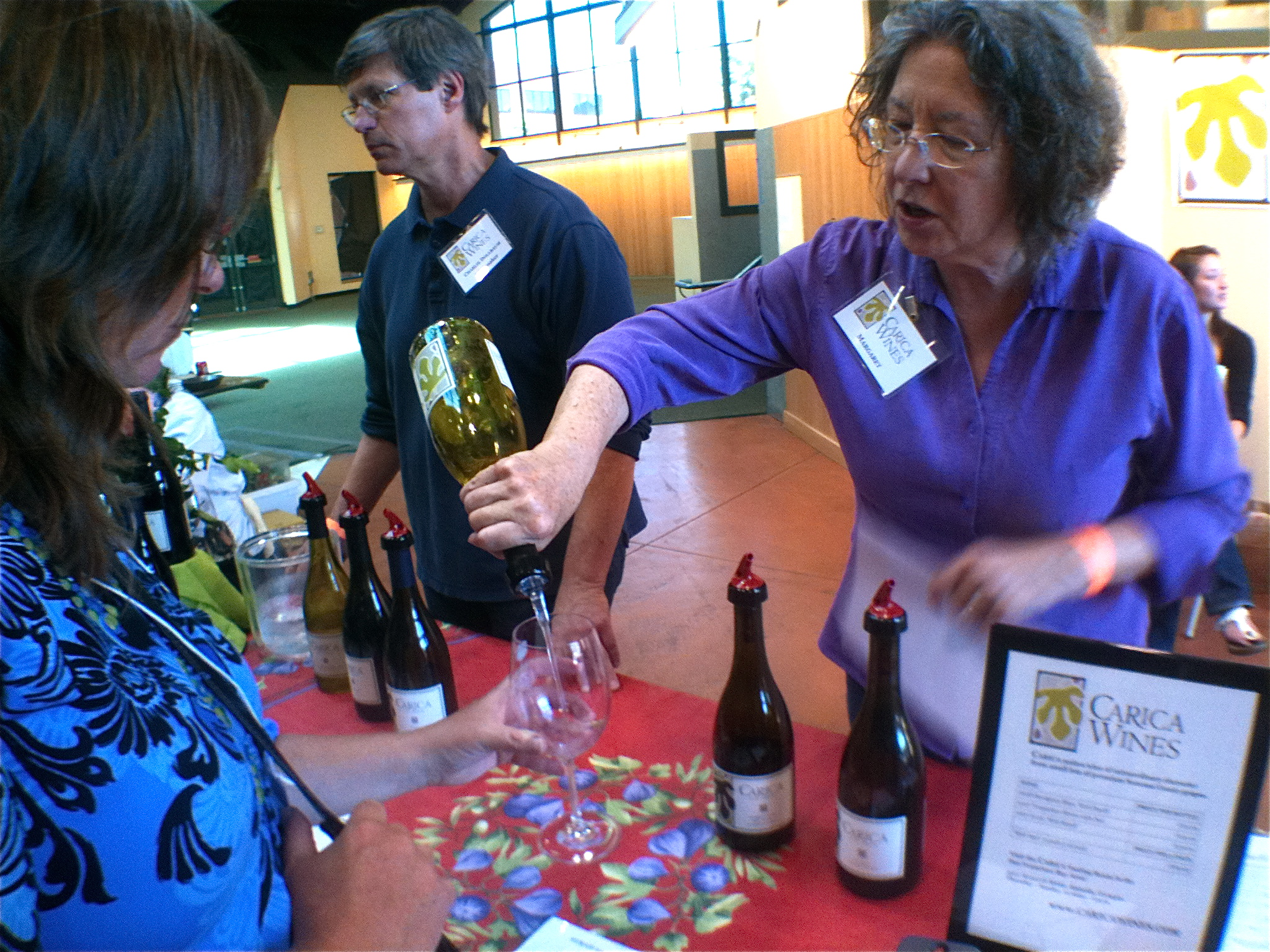
Stand de dégustation de la Carica Wines

Les adhérents de l'Alliance sont fermement persuadés que la concentration de leurs wineries dans un petit périmètre et que la qualité de leurs vins, au moins égale à ceux produits dans le Nord, affirment-ils,, peuvent leur permettre de fidéliser une importante clientèle. De plus ils utilisent une grande variété de raisins et vinifient avec des styles différents pour offrir un large éventail de vins. Par exemple, Charlie Dollbaum, propriétaire de Carica winery à Alameda, fait venir ces cépages de Napa et de Sonoma, Paso Robles, des contreforts de la Sierra dans le Comté d'El Dorado. Leur diversité et le style différent de leurs vins leur semble un argument de vente incomparable face aux vins de terroir des vignobles renommés de la Californie. 

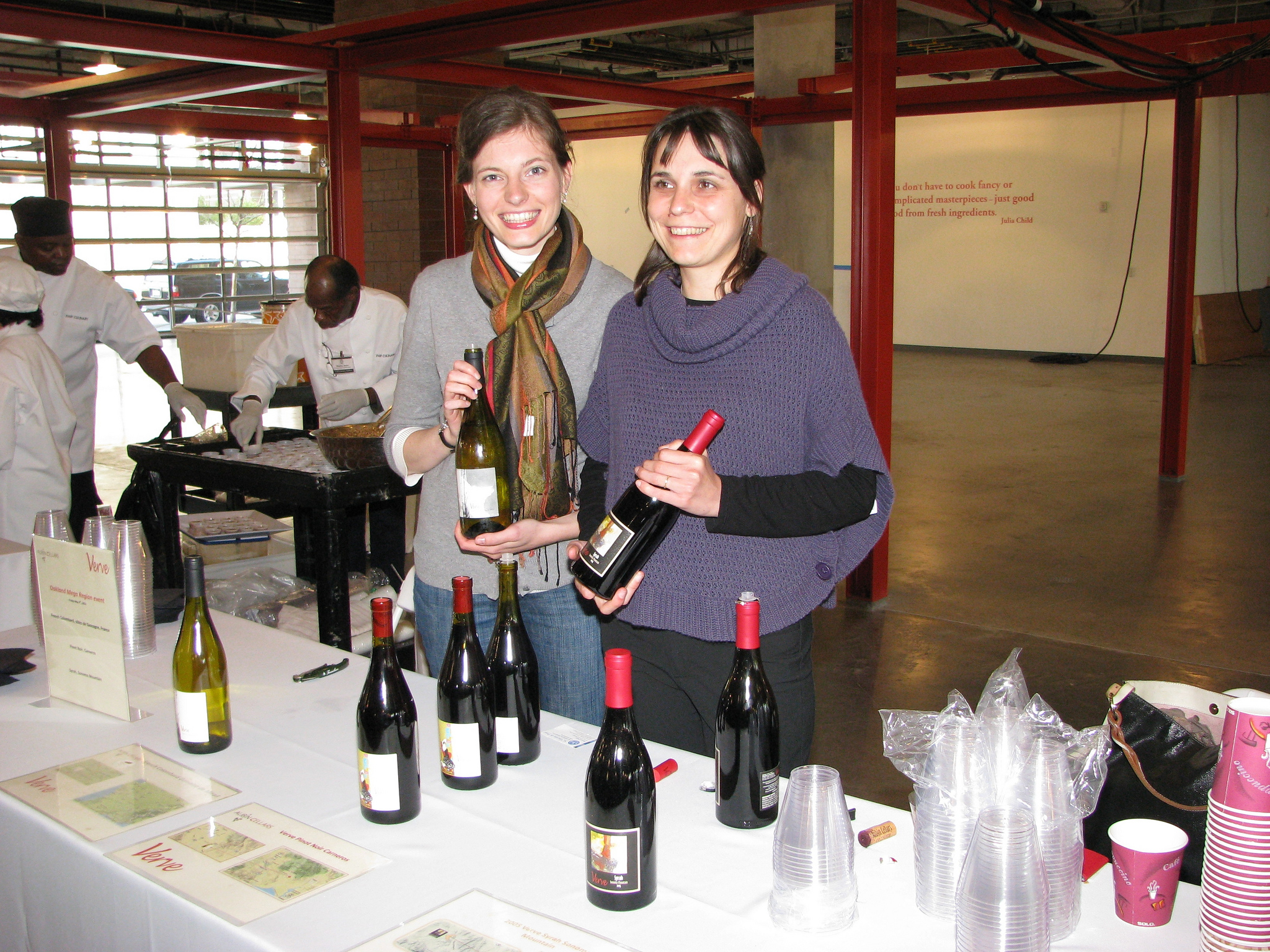
La gamme des vins de Aubin Cellars

D'autres comme, Tracey et Jared Brandt, propriétaires de la Winery Donkey & Goat à Berkeley, sont plus préoccupés par le cépage que par son origine. Jérôme Aubin, de la winery Aubin, quant à lui explique que ne pas se soumettre aux contraintes de l'AVA (American viticole Area) est un grand avantage. « La plupart de nos raisins proviennent de tous les vignobles, et c'est très intéressant pour les consommateurs ». Et tous d'affirmer que leur clientèle est ravie d'entretenir avec eux des relations étroites qui ne sont pas toujours possibles dans la Napa ou Sonoma. Rosenblum affirme que le rôle pédagogique des vinificateurs de l'East Bay  est primordial en particulier pour la découverte des arômes et des saveurs qui se retrouvent dans les différents types de vin et qui proviennent des cépages. 

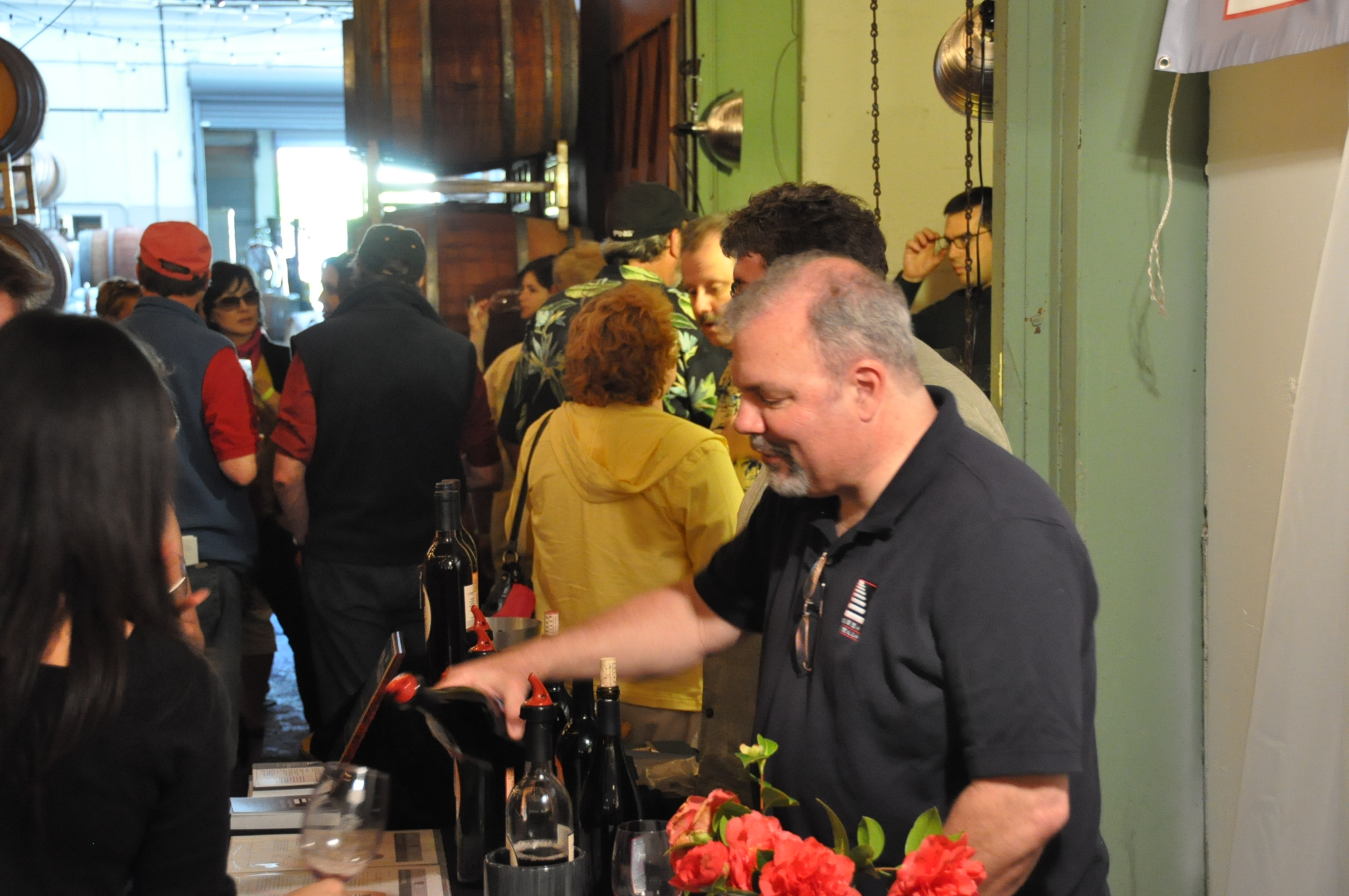
Steve Shaffer, propriétaire d'Urban Legend

Steve Shaffer, propriétaire d'Urban Legend, et son épouse Marilee apprécient l'option faite par une majorité de leur clientèle d'un approvisionnement local. C'est un des crédos des vinificateurs qui ont la conviction que la promotion des richesses locales est l'un des plus sûrs chemins vers leur enrichissement. « Nous voulons juste un plus gros gâteau pour tout le monde à partager » affirment les Shaffers. Quant à Jérôme Aubin, il prêche pour l'amour de son travail et cette tentative visant à promouvoir un mode de vie, où les vins sont fabriqués à la main. C'est selon lui ce qui leur fait obtenir le soutien des commerces de proximité, des restaurants et des amateurs de vin. « Nous leur offrons quelque chose d'unique, quelque chose qu'ils ne peuvent trouver nulle part ailleurs ».

## Caves urbaines d'East bay
La East Bay Vintners Alliance regroupe la plus grande densité de caves urbaines (20 au total) des États-Unis,.
- Blacksmith Cellars, Alameda
- Carica Wines, Alameda
- Ehrenberg Cellars, Alameda
- R&B Cellars, Alameda
- Rock Wall Wine Company, Alameda
- Rosenblum Cellars, Alameda
- Prospect 772 Wine Co., Angels Camp
- Eno Wines, Berkeley
- Stomping Girl Wines, Berkeley
- Urbano Cellars, Berkeley
- Aubin Cellars, Oakland
- Cerruti Cellars, Oakland
- Dashe Cellars, Oakland
- Irish Monkey Cellars, Oakland
- JC Cellars, Oakland
- Periscope Cellars, Oakland
- Stage Left Cellars, Oakland
- Tayerle, Oakland
- Two Mile Wines, Oakland
- Urban Legend, Oakland
- Andrew Lane, St. Helena

## Galerie de photos

Salon EBVA passport
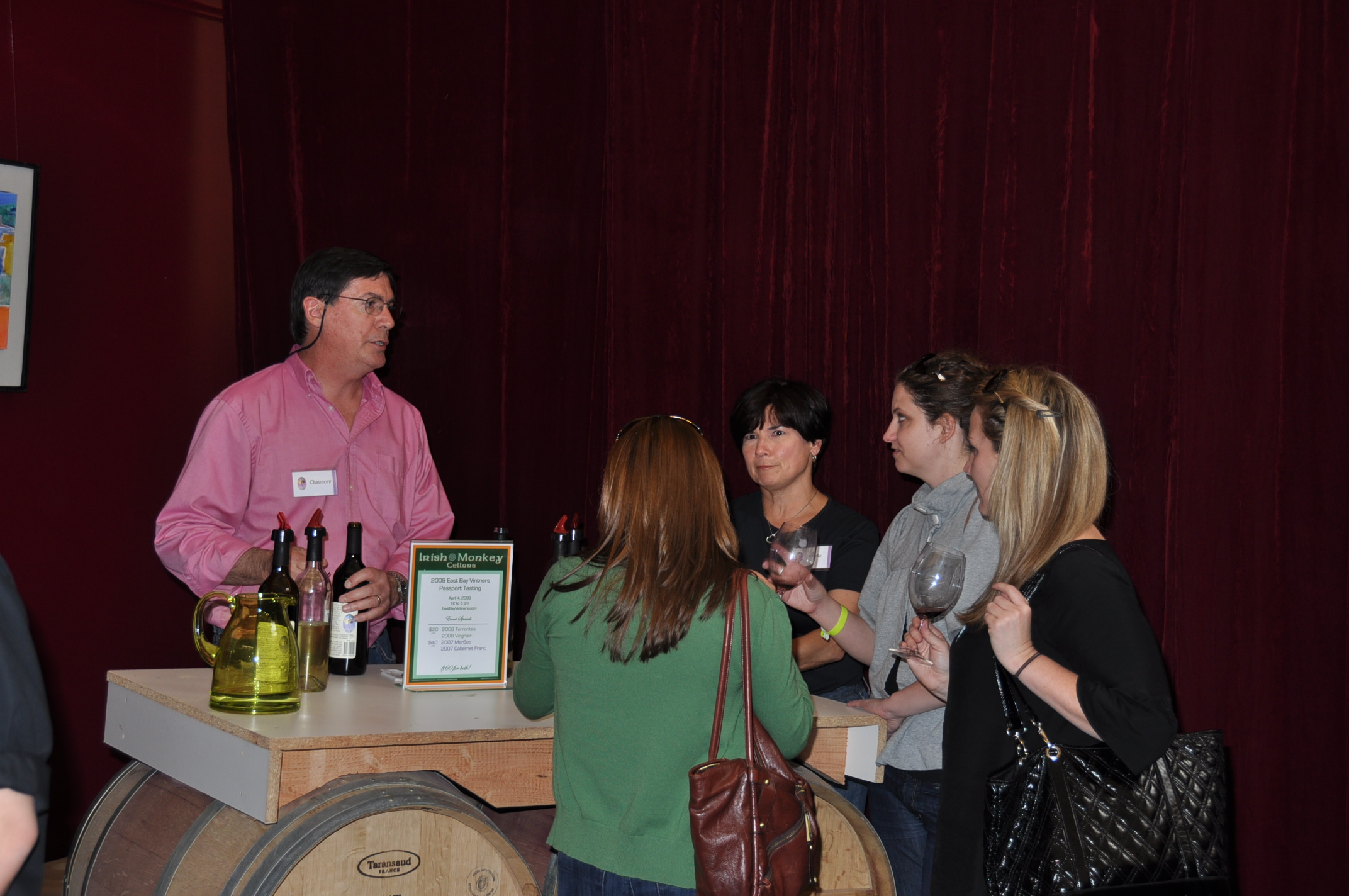
Irish Monkey Cellars
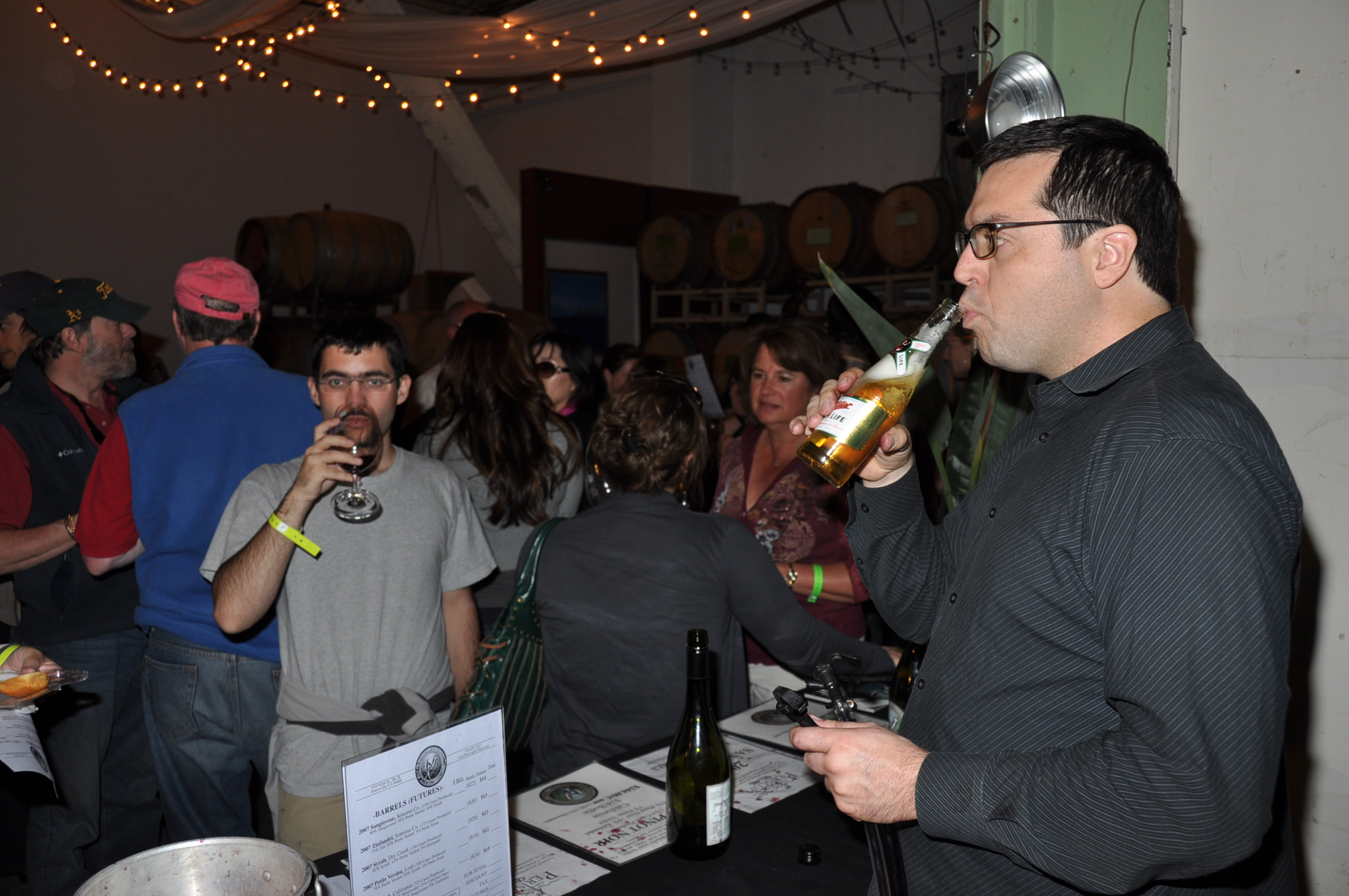
Periscope Cellars
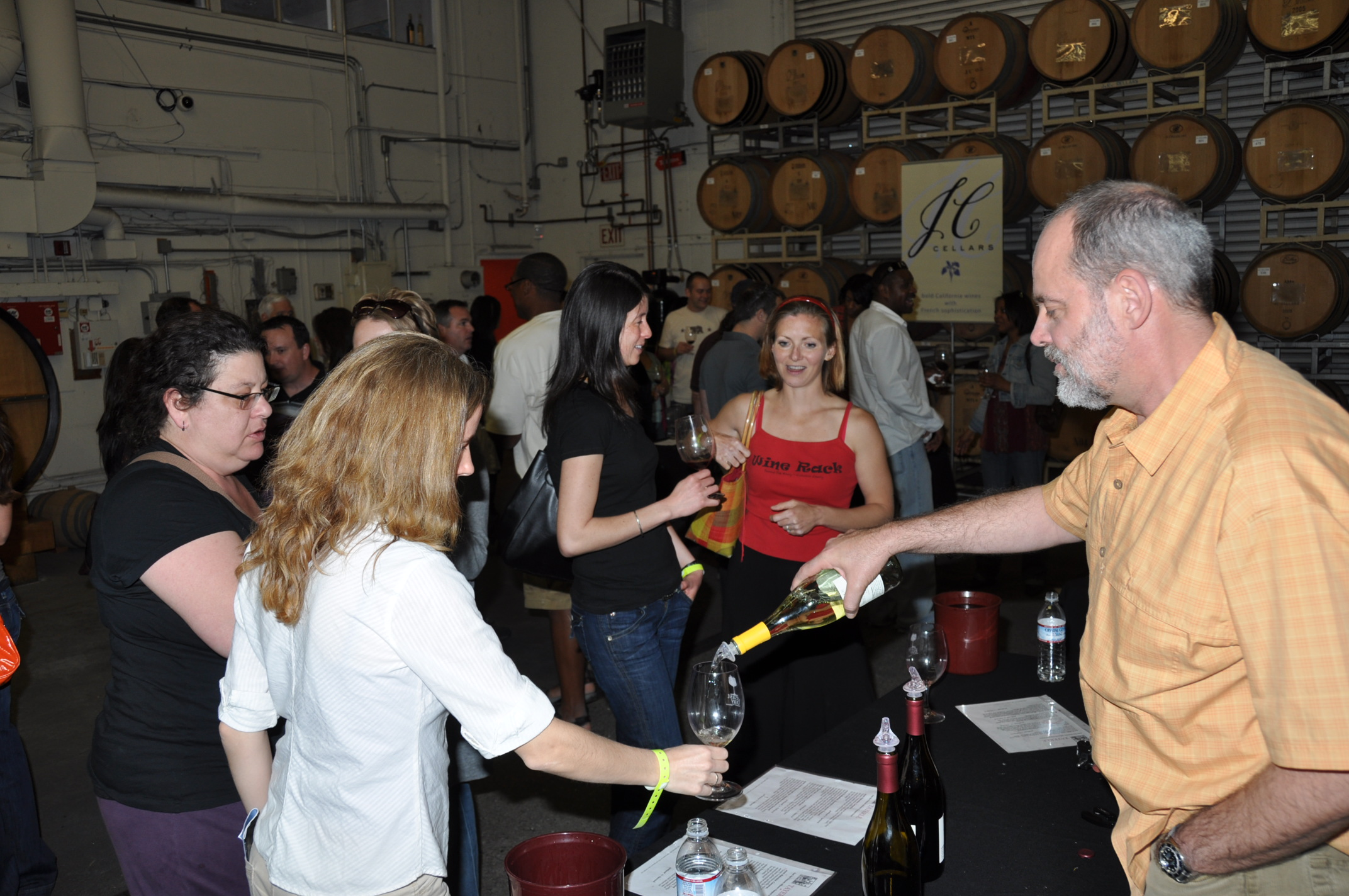
Tayerle Cellars
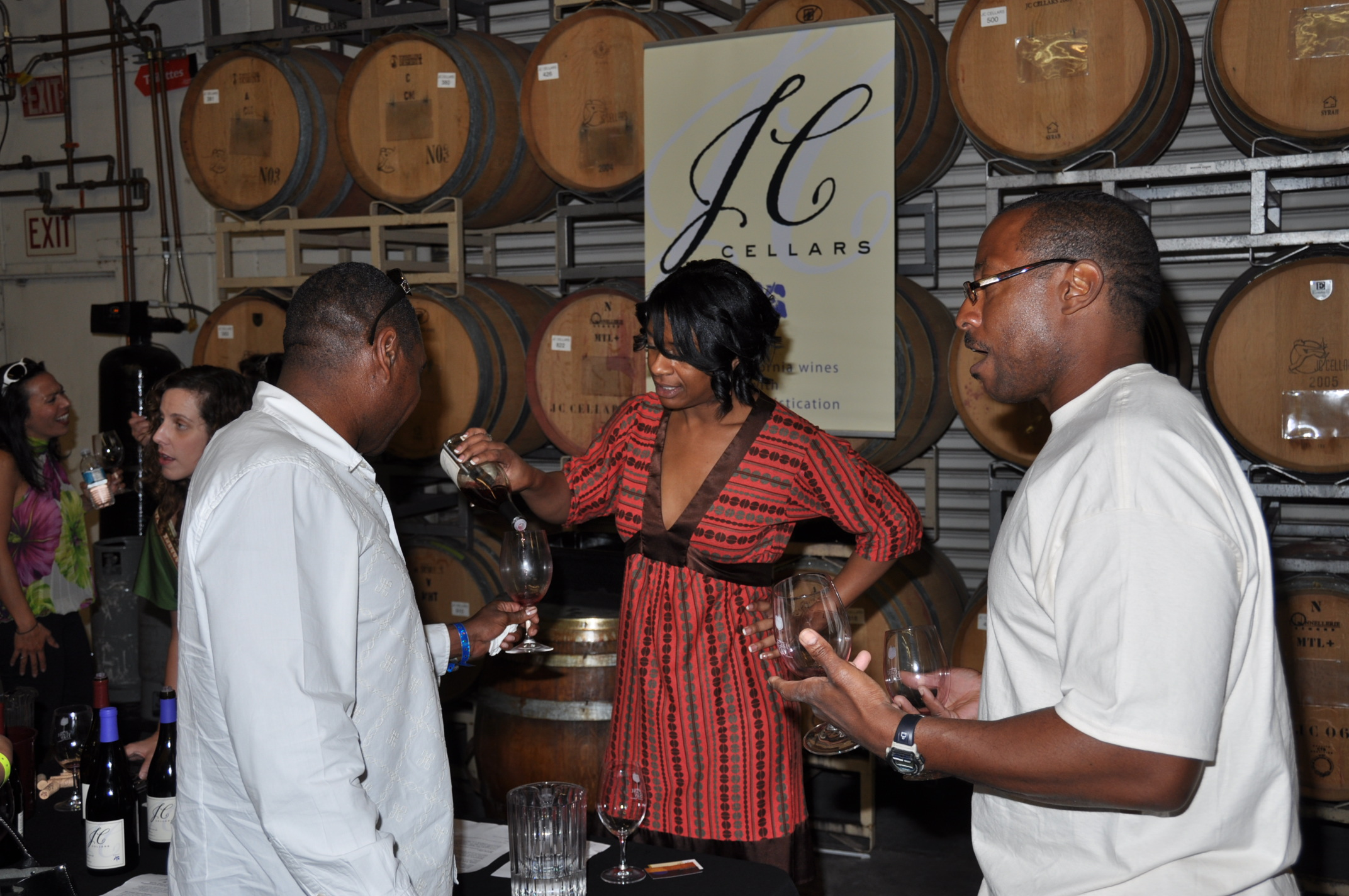
JC Cellars

Salon Urban wine experience
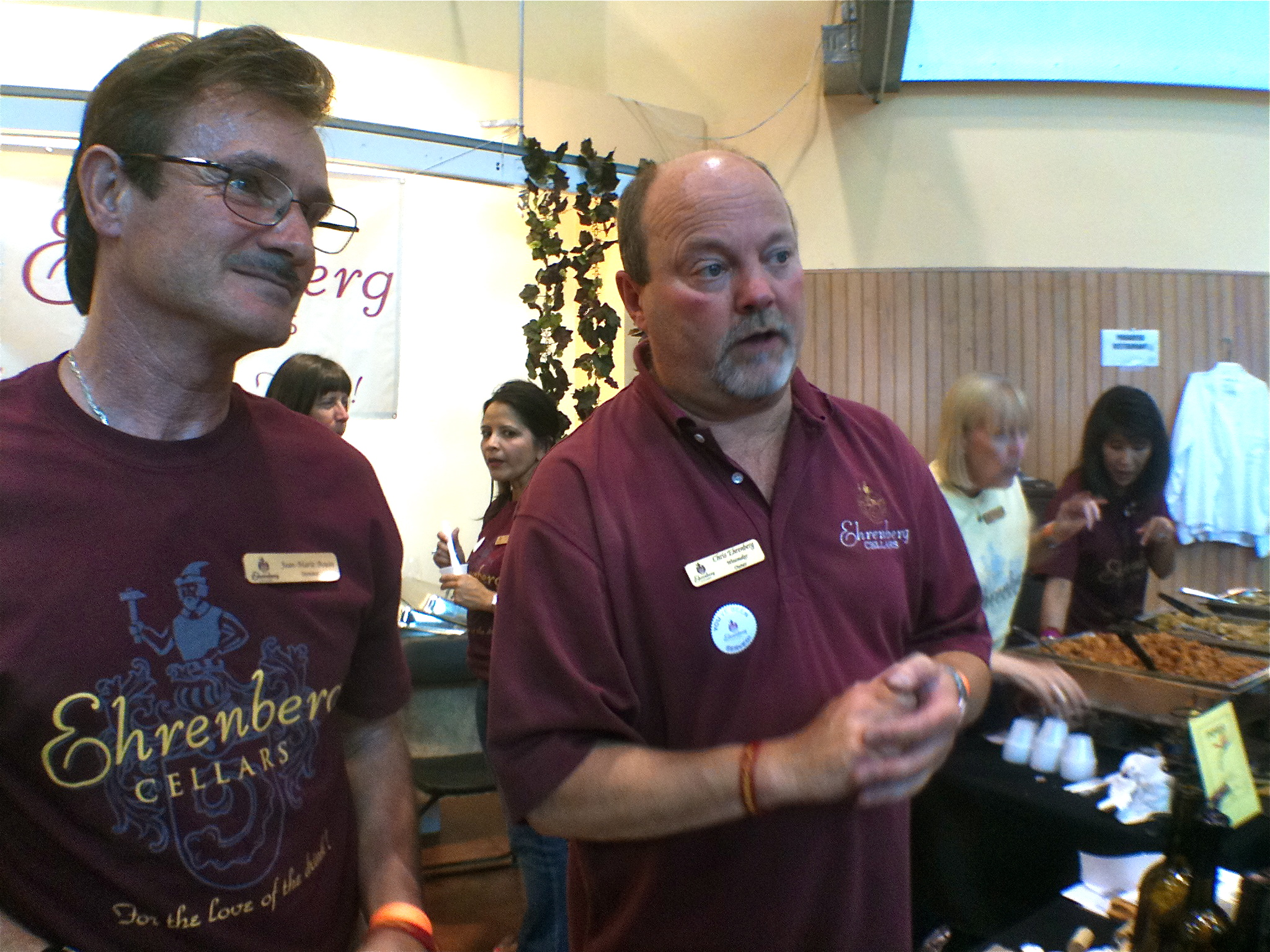
Ehrenberg Cellars
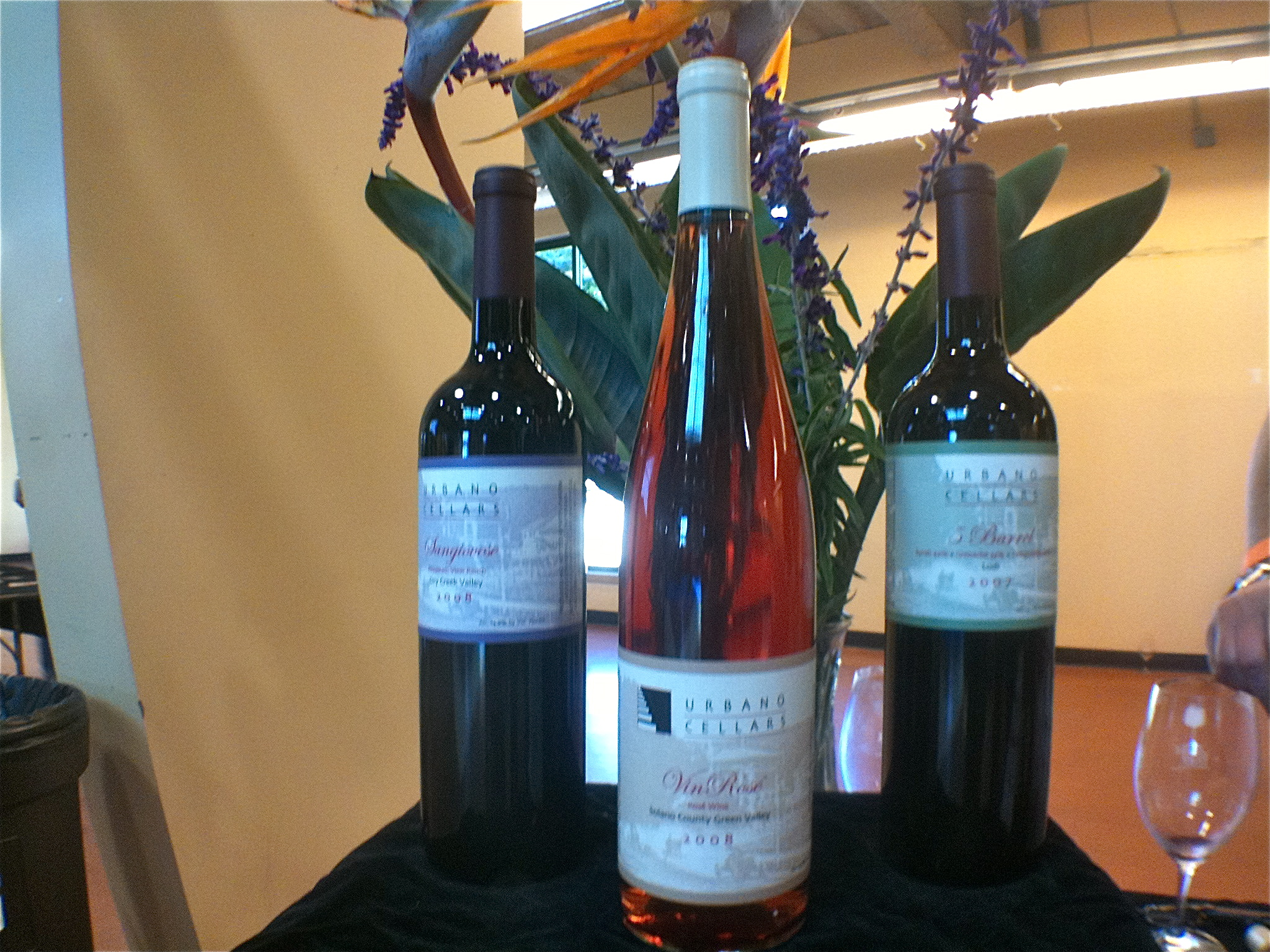
Urban Cellars
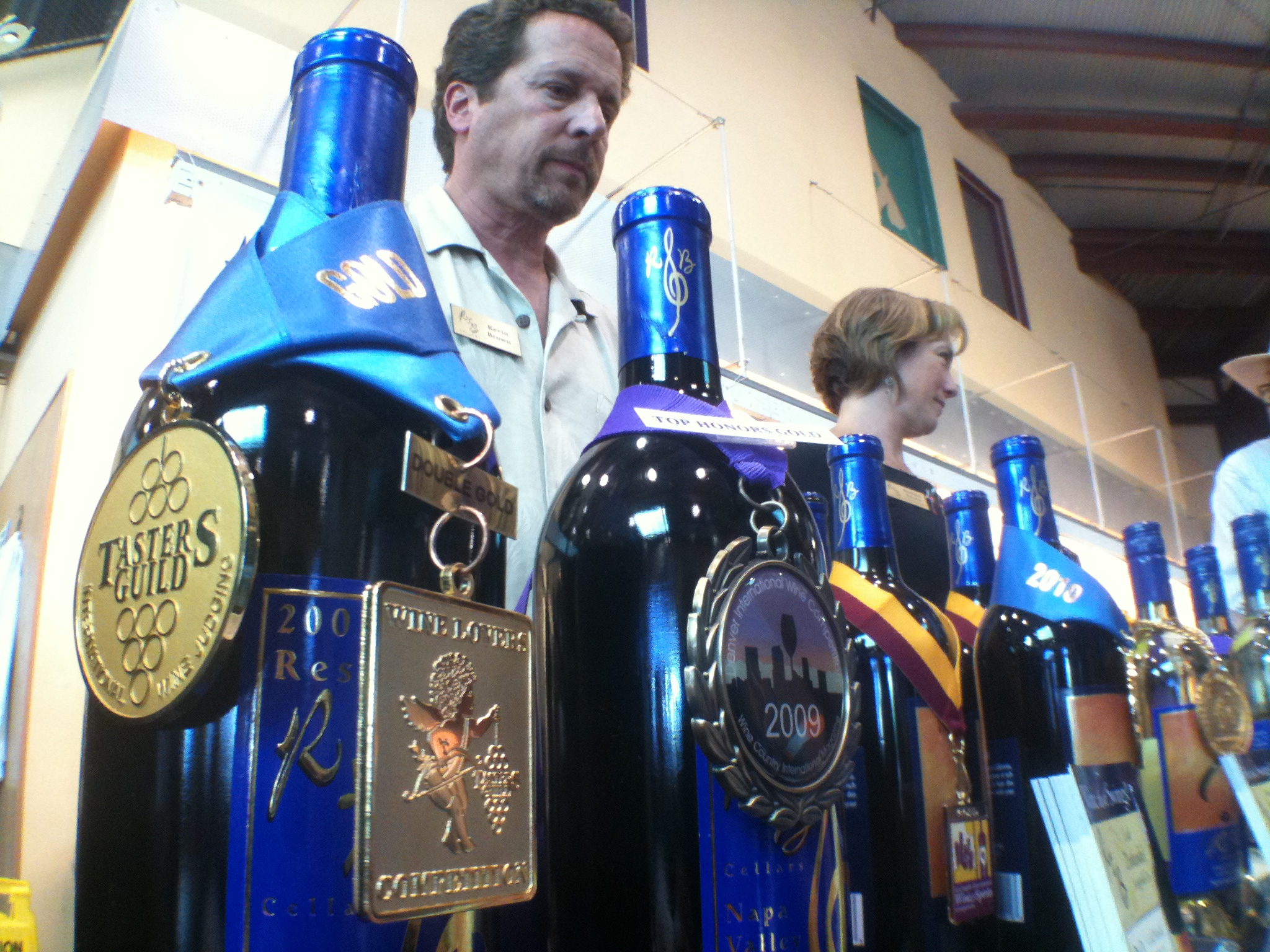
R&B Cellars
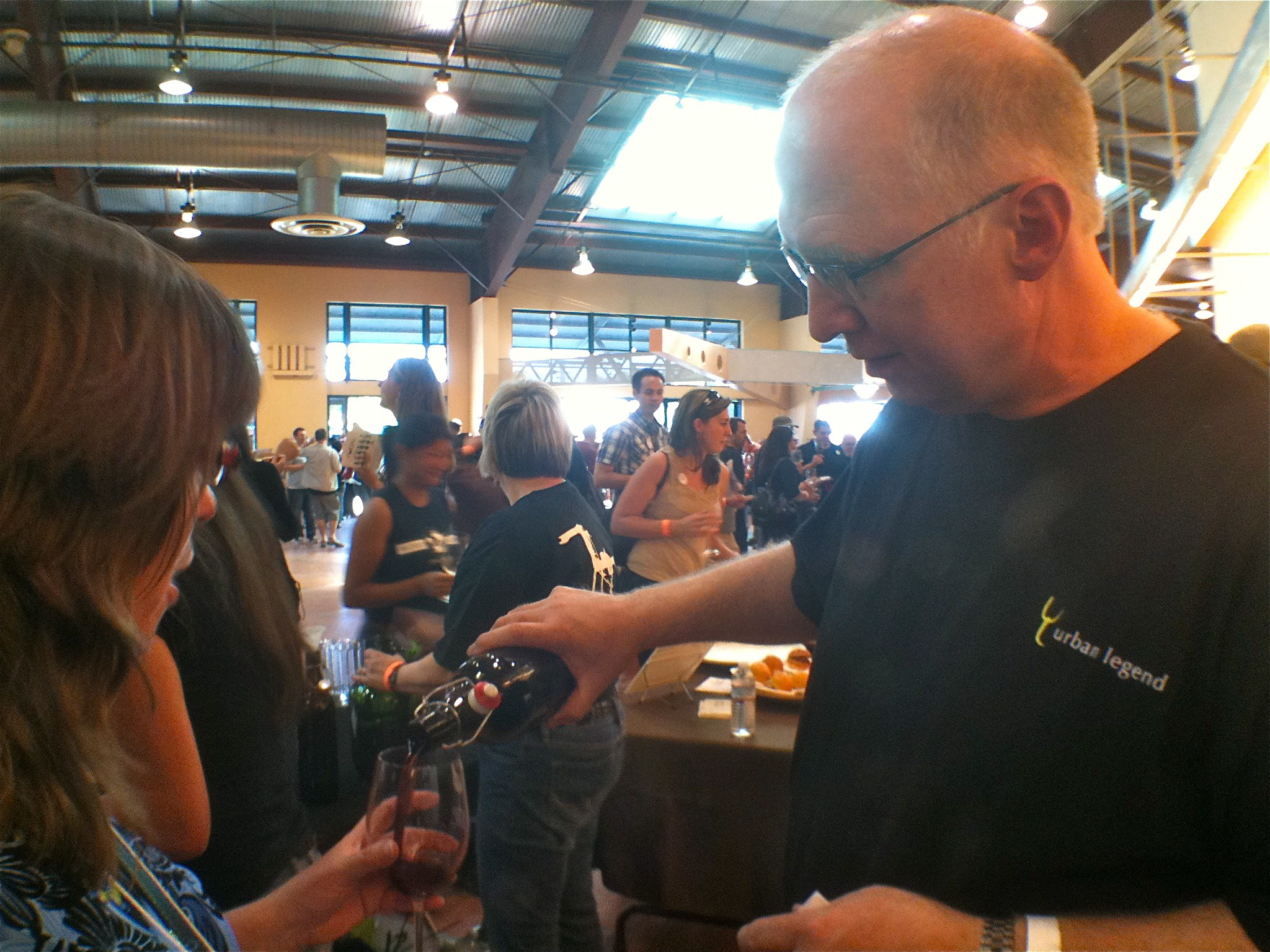
Urban Legend